# Maine Gandhi Ko Nahin Mara
Maine Gandhi Ko Nahin Mara (Nie zabiłem Gandhiego)  to bollywoodzki dramat wyprodukowany w 2005 przez Anupam Khera. W rolach głównych nagrodzeni za grę Anupam Kher i Urmila Matondkar. Film opowiada historię byłego profesora uniwersytetu mumbajskiego, który cierpi na chorobę Alzheimera. Opiekującą się nim córkę zapewnia "Nie zabiłem Gandhiego!". Film cieszył się dużym uznaniem krytyków.

## Fabuła
Trishę (Urmila Matondkar) wiąże z jej ojcem, profesorem literatury hindi, Uttamem Chaudhary (Anupam Kher) wyjątkowa więź.  To on nauczył ją czerpać siłę z kontaktu z morzem. Jej mantrą stały się często cytowane słowa przez niego słowa "Ci, którzy mają odwagę nie zostaną pokonani". Wkrótce tej odwagi Trisha będzie potrzebować szczególnie mocno. Śmierć żony i przejście na emeryturę ograbiają Uttama z pamięci. Najpierw zapomina imion. Potem znikają z jego świadomości fakty tak ważne jak śmierć żony. Uttam zaczyna się gubić w czasie, a wkrótce potem i w przestrzeni. Wydaje mu się, że jego dom jest więzieniem. Pewnego dnia jego młodszy syn Kran (Addi) słyszy od niego pytanie "Kim jesteś?"
Pod nieobecność starszego brata, osiadłego w Ameryce Renu (Rajit Kapoor), odpowiedzialność za opiekę nad ojcem spada na Trishę. Choroba ojca staje się przyczyną zerwania z nią narzeczonego. Potem rezygnacji z pracy. Pewnego dnia Trisha musi się skonfrontować z szaleństwem ojca, z jego przekonaniem, że to jego oskarża się o zabicie Gandhiego. Bezsilna, zrozpaczona pomocy szuka u sławnego psychiatry (Parvin Dabas). Decyduje się on zorganizować eksperyment medyczny uwzględniający urazy z dzieciństwa Uttama rzucające teraz cień na jego starość.

## Obsada
- Anupam Kher – Uttam Chaudhury
- Urmila Matondkar – Trisha Chaudhury
- Rajit Kapur – Ronu
- Parvin Dabas – Siddharth
- Prem Chopra

## Nagrody
- Anupam Kher – Nagroda IIFA – Special Jury Award
- Urmila Matondkar – Bollywood Movie Award dla najlepszej aktorki